# Nymphaea stuhlmannii
Nymphaea stuhlmannii là một loài thực vật có hoa trong họ Nymphaeaceae. Loài này được (Engl.) Schweinf. & Gilg miêu tả khoa học đầu tiên năm 1903.